# Santa Rosa de Lima (Salwador)
Santa Rosa de Lima – miasto we wschodnim Salwadorze, w departamencie La Unión. Ludność (2007): 13,6 tys. (miasto), 27,7 tys. (gmina).
Miasto nazwane zostało na cześć św. Róży z Limy.